# Racecourse (MTR)
Racecourse (chiński: 馬場) – jedna ze stacji MTR, systemu szybkiej kolei w Hongkongu, na East Rail Line. Wykorzystywana jest jedynie okazjonalnie, kiedy odbywają się imprezy na Hipodromie Sha Tin. Położona jest równolegle do stacji Fo Tan.
Stacja została otwarta 1 października 1985.